# الکساندر اوتسوکا
الکساندر اوتسوکا (انگلیسی: Alexander Otsuka؛ زادهٔ ۱۷ ژوئیهٔ ۱۹۷۱) ورزشکار هنرهای رزمی ترکیبی و کشتی‌گیر کشتی حرفه‌ای اهل ژاپن است.